# Tragični događaji
Tragedija je događaj u kojem se jedan ili više gubitaka, obično ljudskog života, gleda kao žalostan. Takav događaj se naziva tragičnim. Sve smrti ne smatraju se tragedijom, već postoji precizan skup simptoma koji okružuju gubitak te ga definiraju kao takvog. Postoji niz čimbenika koji definiraju smrt kao tragičnu.
Događaj u kojem se javlja veliki broj smrtnih slučajeva može se gledati kao tragediju. To je faktor koji može ponovno privući medijsku pozornost ili druge javne povike. 
Tragedija nije nužno događaj u kojem umire veliki broj ljudi. Smrt jedne osobe, npr. javne osobe ili djeteta, može se promatrati kao tragedija. Ta osoba ne mora nužno biti poznata.

## Faktori koji smrt čine tragičnom
Općenito, oznaka "tragedije" dodjeljuje se događaju na temelju javne percepcije. Postoji niz faktora koji mogu odrediti smrt kao tragediju.

### Opseg
Opseg događaja može utjecati na pogled javnosti i učiniti ga tragičnim. To može biti slučaj ako je broj poginulih visok, ili ako je voljena osoba neočekivano umrla. 
Stupanj privrženosti javnosti također može utjecati na to hoće li se ili ne neki događaj javno etiketirati kao tragedija. Na primjer, neočekivana smrt studenta koji uživa veliku medijsku pozornost, može se promatrati kao veća tragedija nego što je zatvorenik koji je pretučen na smrt u zatvoru. 

### Vrijeme
Smrt se može promatrati kao tragedija kada je nastupila prerano. Ako osoba umire od starosti to je očekivanje, dok je smrt djeteta ili mlade, zdrave osobe tragična.

### Publicitet
Publicitet je čimbenik u izradi javnog viđenja nekog događaja kao tragičnog. Uz izvještavanje o velikom broju smrtnih slučajeva ili čak jedne smrti, publicitet igra na emocije javnosti i time utječe na percepciju.
Raspon pokrivenosti utječe na broj ljudi koji događaj promatraju kao tragičan. Lokalni mediji mogu prikupiti simpatije onih u rodnom gradu umrlog, a međunarodni mogu navesti cijeli svijet da suosjeća.

### Posljedice
Posljedice jednog ili više smrtnih slučajeva mogu se promatrati kao tragedija. Na primjer, ako je velik broj osoba ubijen u terorističkom napadu, ne samo da su izgubljeni životi, već i drugi mogu izgubiti osjećaj sigurnosti što to utječe na njihove živote.

### Trajne posljedice
Dugoročne posljedice događaja jedan su od čimbenika klasifikacije događaja kao tragičnog. Tragedije često imaju veliki učinak na one koji su pogođeni, te ih se oni prisjećaju čak i dugo nakon što jasno utječe na njihovu budućnost. Oni mogu obilježavati obljetnice ili održavati komemoracije. Javne tragedije često dovodi do toga da se poduzimaju razne mjere koje bi spriječile slične tragične događaje u budućnosti.

## Suočavanje s tragedijom
Postoje razni načini na koje tragedija može utjecati na ljude.
Tipična reakcija na tragediju je teška tuga koju slijedi spor oporavak. Zajednički osjećaji nakon tragedija su tuga, depresija, plač i osjećaj krivnje. Neki se ljudi pitaju što su učinili kako bi zaslužili takvu patnju, a za neke je njihova vjera izvor utjehe.
|  | Molimo pročitajte upozorenje o korištenju medicinskih informacija. Ne provodite liječenje bez savjetovanja s liječnikom! |